# Orphnus cribratellus
Orphnus cribratellus är en skalbaggsart som beskrevs av Leon Fairmaire 1878. Orphnus cribratellus ingår i släktet Orphnus och familjen Orphnidae. Inga underarter finns listade i Catalogue of Life.